# Death Rituals
Albums de Six Feet Under
Commandment
(2007) Graveyard Classics III
(2010)
Death Rituals est le 11e album studio du groupe de Death metal Six Feet Under. L'album est sorti le 17 novembre 2008

## Liste des titres
1. Death by Machete - 3 min 45 s
2. Involuntary Movement of Dead Flesh - 3 min 29 s
3. None Will Escape - 3 min 24 s
4. Eulogy for the Undead - 4 min 17 s
5. Seed of Filth - 4 min 58 s
6. Bastard - 3 min 26 s
7. Into the Crematorium - 3 min 43 s
8. Shot in the Head - 5 min 02 s
9. Killed in Your Sleep - 4 min 38 s
10. Crossroads to Armageddon - 2 min 09 s
11. Ten Deadly Plagues - 5 min 11 s
12. Crossing the River Styx (Outro) - 1 min 16 s
13. Murder Addiction - 3 min 57 s

### Piste bonus édition digipack
1. "Victim Of The Paranoid (Live)"
2. "Revenge Of The Zombie (Live)"
3. "Human Target (Live)"

## Composition du groupe
- Chant : Chris Barnes
- Guitare : Steve Swanson
- Batterie : Greg Gall
- Basse : Terry Butler
- Mixeur : Toby Wright